# Neillia tanakae
Neillia tanakae är en rosväxtart som beskrevs av Adrien René Franchet och Sav.. Neillia tanakae ingår i släktet klockspireor, och familjen rosväxter. Inga underarter finns listade i Catalogue of Life.